# Національна дорога 39 (Польща)
Національна дорога 39 (пол. Droga krajowa nr 39, DK39) — національна дорога класу G протяжністю 116 км, що проходить через такі воєводства: Нижньосілезьке, Опольське та Великопольське.
Пролягає від Лаґевників у Дзержонювському повіті до Баранова біля Кемпно. Національна дорога № 8 також проходить через обидва міста, які з'єднані DK39, але маршрут DK39 оминає Вроцлав та його агломерацію. Перетинає автомагістраль А4 біля міста Овчари без жодних зіткнень і без можливості в'їзду чи виїзду. У Бжегу, через міст Пястовського, він забезпечує перехід на інший берег Одеру.

## Важливі міста вздовж маршруту DK39
- Łagiewniki (DK8, DW384)
- Стшелін
- В'язи
- Бжег (DK94)
- Намислів
- Каменна (DK42)
- Баранів (S11)

## Обмеження руху
- У Бжегу залізничний віадук над дорогою, знаки, що забороняють в'їзд для транспортних засобів вище 3,7 м.
- Біля міста Мрочнеє арочний віадук над дорогою, знаки, що забороняють в'їзд автомобілям вище 3,5 м.

### Допустиме навантаження на вісь
З 13 березня 2021 року дозволено рух транспортних засобів з навантаженням на одну вісь до 11,5 тонн на всій протяжності дороги, крім окремих місць, позначених заборонним знаком В-19.

#### До 13 березня 2021 року
Раніше на автомобільній дорозі державного значення № 39 діяли обмеження щодо допустимого навантаження на одну вісь на таких ділянках:
| Знак | Допустиме навантаження | Ділянка                                                                                          |
| ---- | ---------------------- | ------------------------------------------------------------------------------------------------ |
| DK39 | до 8 тонн              | - Лаґевники (8) — Стшелін — Вйонзув — 403 - Бжег (94 — вул. Влосянська) — Намислув — Кемпно (11) |